# Nem Eva, nem Wilma, Simplesmente Vivinha
No dia 25 de dezembro de 1974, a TV Tupi realizou um programa especial: contar a vida da atriz Eva Wilma. O especial teve a presença de todo elenco da emissora, com o ator Antonio Fagundes entregando o prêmio Assis Chateaubriand  para  Eva Wilma. O especial foi dirigido por Carlos Zara.